# 本·奥戴
本·奥戴（英語：Ben O'Dea，1992年5月6日—），新西兰男子沙滩排球运动员。他曾代表新西兰参加2018年英联邦运动会沙滩排球比赛，获得一枚铜牌。

## 家庭
哥哥萨姆·奥戴。